# Monanchora alaskensis
Monanchora alaskensis is een sponssoort in de taxonomische indeling van de gewone sponzen (Demospongiae). Het lichaam van de spons bestaat uit kiezelnaalden en sponginevezels, en is in staat om veel water op te nemen.
De spons behoort tot het geslacht Monanchora en behoort tot de familie Crambeidae. De wetenschappelijke naam van de soort werd voor het eerst geldig gepubliceerd in 1895 door Lambe.